# Премьер-министр Республики Корея
Премьер-министр Республики Корея (кор. 국무총리) — заместитель главы кабинета министров и второй высший политический пост Республики Корея. Назначается президентом страны при одобрении Национального собрания. В отличие от премьер-министров в парламентских республиках, премьер-министр Республики Корея не обязан быть членом парламента. Премьер-министр не является главой правительства, его обязанности больше соответствуют вице-президентским.

## Название
Корейское слово кунму (국무 / 國務) означает «государственные дела», а чхонни (총리 / 總理) означает «премьер-министр», «премьер» или «канцлер», поэтому полное название на корейском языке буквально означает «Премьер-министр государственных дел». Оба термина имеют китайское происхождение.

## История
Должность была создана 31 июля 1948 года, за две недели до основания правительства Республики Корея, и до 1950 года её занимал Ли Бом Сок. С 1961 по 1963 год (период управления Верховного совета национальной перестройки) должность именовалась как Главный министр кабинета министров.

## Функции
Премьер-министр является главным исполнительным помощником президента, при этом президент является фактическим главой правительства. Премьер-министр занимает вторую должность после президента в Государственном совете Республики Корея (правительство страны). Премьер-министр помогает президенту, наблюдая за министерствами, давая рекомендации министрам, а также является заместителем председателя кабинета министров. Премьер-министр является первым в порядке преемственности и исполняет обязанности президента, если последний не может исполнять свои обязанности. Роль премьер-министра больше похожа на вице-президента Соединённых Штатов, чем на премьер-министра в парламентских демократиях.
Премьер-министр, назначенный президентом, но ещё не утверждённый Национальным собранием, неофициально называется исполняющим обязанности премьер-министра. Этот термин также может применяться к премьер-министру, который ушёл в отставку, но тем временем остаётся на своём посту в роли временного исполнителя.
Премьер-министра поддерживают в работе два вице-премьера. Премьер-министр Республики Корея иногда обладает некоторыми профессиональными или технологическими знаниями, тогда как президент всегда является политиком.

## Отстранение
Процедура импичмента изложена в 10-й Конституции Республики Корея 1987 года. И в соответствии с пунктом 1 статьи 65, если президент, премьер-министр или другие члены Государственного совета нарушают Конституцию или другие законы о служебных обязанностях, Национальное собрание может привлечь их к ответственности.
В пункте 2 говорится, что законопроект об импичменте должен быть предложен одной третью и одобрен большинством членов Национального собрания для принятия. В этой статье также говорится, что любое лицо, в отношении которого было вынесено предложение об импичменте, должно быть отстранено от осуществления своих полномочий до вынесения решения по делу об импичменте. Однако импичмент не освобождает лицо, в отношении которого проводится импичмент, от гражданской или уголовной ответственности за такие нарушения.
В соответствии с Законом о Конституционном суде 1988 года Конституционный суд должен принять окончательное решение в течение 180 дней после получения им любого дела для рассмотрения, включая дела об импичменте. Если ответчик уже покинул должность до оглашения решения, дело прекращается.

## Зарплата и обеспечение
Премьер-министр имеет зарплату в размере 163 000 долларов США, установленную Национальным собранием, а также пожизненную пенсию, которая выплачивается бывшим премьер-министрам. Кроме того, их охрану по желанию бывшего премьера могут пожизненно осуществлять сотрудники службы безопасности президента. После смерти премьер-министров обычно устраиваются государственные похороны.

## Резиденция

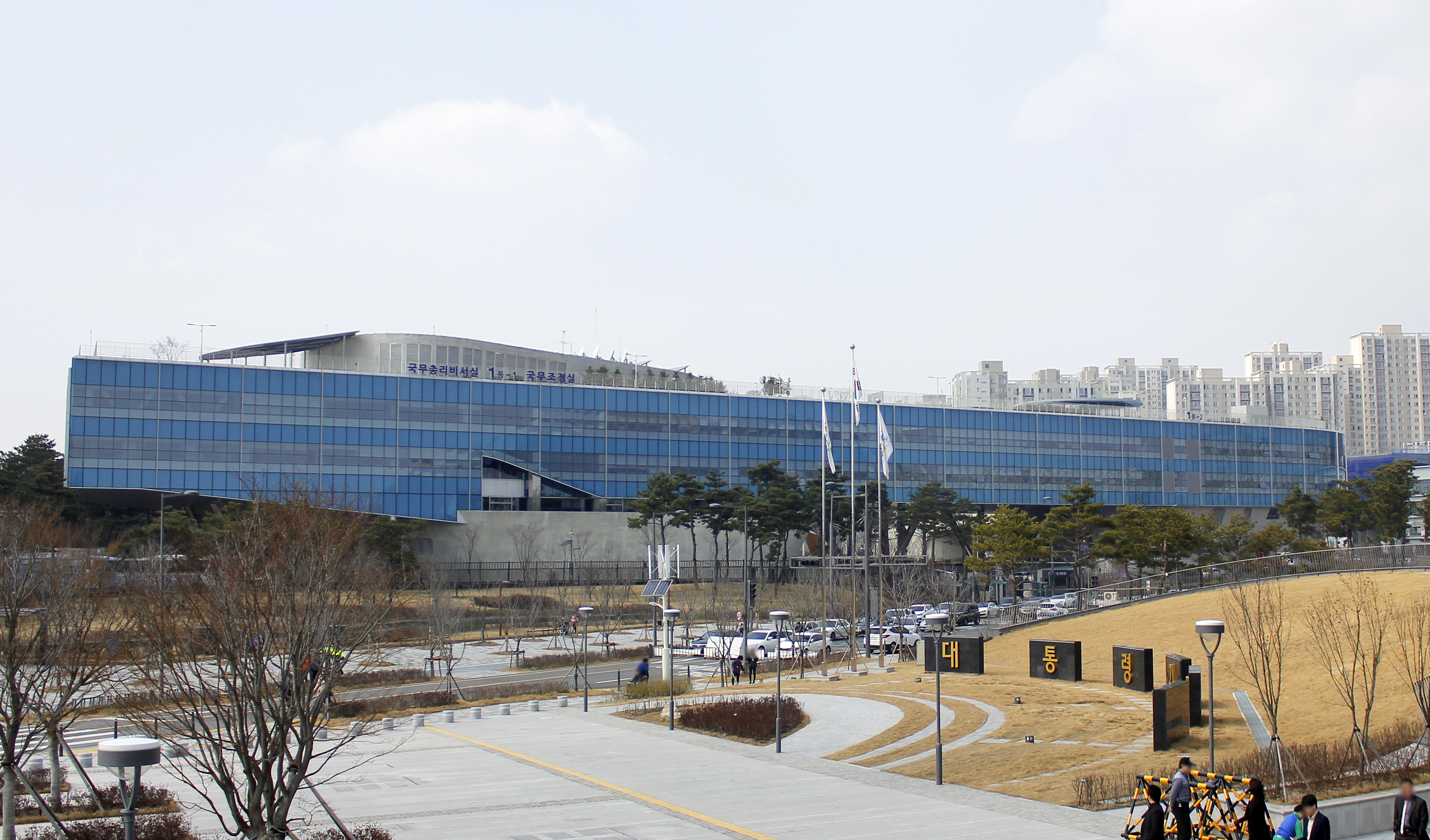
Офис премьер-министра

Резиденция премьер-министра — Чонри Гонгван. Он принадлежит и управляется правительством Республики Корея и служит резиденцией премьер-министра с начала 1990-х годов.